# Nimețka Mokra, Teceu
Nimețka Mokra (în ucraineană Німецька Мокра) este un sat în comuna Ruska Mokra din raionul Teceu, regiunea Transcarpatia, Ucraina.

## Demografie
Componența lingvistică a localității Nimețka Mokra
     Ucraineană (99,63%)
     Alte limbi (0,38%)
Conform recensământului din 2001, majoritatea populației localității Nimețka Mokra era vorbitoare de ucraineană (99,63%), existând în minoritate și vorbitori de alte limbi.